# Le fate ignoranti
Le fate ignoranti è un film del 2001 diretto da Ferzan Özpetek, con Margherita Buy e Stefano Accorsi.
Il film è uscito in Italia il 16 marzo 2001.

## Trama
Antonia, un medico specializzato nella cura dell'AIDS, e suo marito Massimo sono una coppia di quarantenni, socialmente affermati, che sembrano vivere un legame intenso e perfetto seppur abbastanza routinario, disturbato solo dal difficile rapporto che la donna vive con la propria madre. La tranquilla quotidianità di Antonia viene irreparabilmente sconvolta quando Massimo muore improvvisamente, travolto da un'auto. Il distacco violento dal marito getta la donna in una cupa disperazione, in un lutto profondo che le impedisce di reagire e rende ancora più difficili i rapporti con la madre, anch'ella vedova da lungo tempo. Tra gli oggetti personali che, in una pausa della depressione, ritira presso l'ufficio dove Massimo lavorava, Antonia scopre un quadro, dal titolo La fata ignorante, con dedica, che la pone sulle tracce di un'amante misteriosa, della quale naturalmente la giovane donna ignorava l'esistenza.
Le ricerche che Antonia conduce la porteranno a scoprire una realtà assai lontana da ogni immaginazione: Massimo era bisessuale ed aveva una relazione clandestina con un uomo, Michele. L'impatto con la vita segreta di Massimo è per Antonia drammatico: dopo il primo momento di rifiuto, del quale Michele approfitta, per rinfacciare ad Antonia tutti i sacrifici da lui compiuti per poter stare con l'amato, la donna decide di incontrare nuovamente il ragazzo per farsi raccontare della vita di Massimo. Tra i due si stabilisce un'ambigua amicizia, per mezzo della quale Antonia entra in contatto con la variopinta comunità cui Michele appartiene: amici omosessuali, Mara, una donna transgender, Serra, una profuga turca, il cantante turco Emir e Luisella, una verace donna napoletana; una specie di famiglia allargata che si riunisce nella mansarda di Michele, in un edificio popolare situato in uno dei quartieri più caratteristici di Roma, l'Ostiense.
Antonia prende a frequentare costantemente il gruppo con la scusa di assistere Ernesto, un giovane amico di Michele, in quanto sieropositivo. Attraverso il contatto e l'impatto con la realtà rappresentata dal gruppo, mitigati dalla condivisione del ricordo di Massimo, Antonia subisce un processo di maturazione personale e di affrancamento dagli schemi borghesi che rappresentavano certamente la sua gabbia dorata. Tuttavia, ben presto, la donna si ritroverà in certi momenti a condividere a tal punto con Michele l'immagine del marito scomparso da essere tentata di trasfigurare nel giovane omosessuale il sentimento negatole dalla morte del congiunto: entrambi scoprono attraverso l'altro le numerose menzogne che Massimo aveva raccontato per condurre le due vite parallele. L'equilibrio tra i due si incrina nel corso di una festa, durante la quale Antonia vede Michele flirtare con due ragazzi contemporaneamente, con i quali in seguito avrà un ménage à trois; dal canto suo, il ragazzo vive come un insulto il fatto che Antonia gli regali un libro di Nazım Hikmet, poeta preferito di entrambi, che Massimo aveva detto (mentendo) di apprezzare per sedurre Michele.
La faida tra Antonia e Michele si interrompe quando Ernesto scappa di casa: è Antonia a trovarlo, ricordando una confidenza da lui fattale, e a convincerlo a curarsi una volta per tutte. Poco dopo, Antonia e Michele si scambiano un bacio appassionato, che manda in crisi entrambi; in seguito la donna scopre di essere incinta di Massimo e corre a casa di Michele per dargli la buona notizia, ma ascolta involontariamente una confidenza che lui fa ai suoi amici, durante la quale sembra voler prendere definitivamente le distanze da lei.
Antonia, sempre più confusa, decide allora di allontanarsi da Michele: fingendo di accettare la corte di Emir e di seguirlo in tournée, parte invece da sola per un viaggio che probabilmente ristabilirà l'equilibrio tra i due.

## Produzione
Özpetek, regista nato in Turchia nel 1959 e residente in Italia dal 1976, con Le fate ignoranti torna sul tema dell'omosessualità, da lui molto sentito a livello personale, trattando aspetti come la solitudine, la famiglia e il distacco causato da una scomparsa. Stefano Accorsi, in un video postato su Facebook nel 2020, ha rivelato che la collega Margherita Buy rimase davvero incinta durante le riprese del film. Questo colpì talmente tanto Özpetek da far modificare il testo del copione e inserire nel testo il tema della gravidanza di Antonia. 
Coprodotto con capitali francesi, il film è uno dei successi della stagione cinematografica 2001.

### Ambientazione
L'ambientazione romana è autobiografica: i Mercati Generali e il quartiere Ostiense, dove Özpetek abita tuttora e dove la domenica riunisce nella terrazza condominiale amici e conoscenti.

## Colonna sonora
La colonna sonora è un collage di brani leggeri contemporanei, sonorità latine e turche e successi del passato.
1. Andrea Guerra
  1. Le fate ignoranti (tre versioni)
  2. L'amante
  3. Il temporale
  4. La terrazza
  5. Risveglio
  6. Parole non dette
2. Yasemin Sannino
  1. Birdenbire (due versioni)
  2. And never tell
3. Tiromancino
  1. Due destini - sigla finale (2001)
  2. Muovo le ali di nuovo (2001)
4. Media Res
  1. Fatato mambo
5. Joan Baez
  1. Gracias a la vida / Here's to Life (1974)
6. Stefania Rotolo
  1. Cocktail d'amore (1979)

## Riconoscimenti
Questo film è riconosciuto come d'interesse culturale nazionale dalla Direzione generale Cinema e audiovisivo del Ministero per i beni e le attività culturali e per il turismo italiano, in base alla delibera ministeriale del 11 luglio 2000.
- 2001 - Berlinale
  - Candidatura Orso d'oro
- 2001 - David di Donatello
  - Candidatura Migliore attrice protagonista a Margherita Buy
- 2001 - Nastro d'argento
  - Miglior produttore a Tilde Corsi e Gianni Romoli
  - Migliore soggetto a Ferzan Özpetek e Gianni Romoli
  - Migliore attrice protagonista a Margherita Buy
  - Migliore attore protagonista a Stefano Accorsi
  - Candidatura Regista del miglior film a Ferzan Özpetek
  - Candidatura Migliore sceneggiatura a Ferzan Özpetek e Gianni Romoli
  - Candidatura Migliore scenografia a Bruno Cesari
  - Candidatura Migliore canzone originale (Due destini) ai Tiromancino
- 2001 - Globo d'oro
  - Miglior regista a Ferzan Özpetek
  - Miglior attore a Stefano Accorsi
  - Miglior attrice a Margherita Buy
  - Candidatura Miglior film a Ferzan Özpetek

- 2001 - European Film Award
  - Candidatura Miglior attore - Premio del pubblico a Stefano Accorsi
  - Candidatura Miglior attrice - Premio del pubblico a Margherita Buy
- 2001 - Ciak d'oro
  - Miglior attore protagonista a Stefano Accorsi[3]
  - Migliore fotografia a Pasquale Mari[3]
  - Migliore scenografia a Bruno Cesari[3]
  - Miglior manifesto a Paolo Sestito[3]
- 2001 - Flaiano Film Festival
  - Miglior regia a Ferzan Özpetek
  - Migliore colonna sonora a Andrea Guerra
- 2001 - Festival Internazionale del Cinema di San Sebastián
  - Premio Sebastiane a Ferzan Özpetek
- 2002 - New York Lesbian and Gay Film Festival
  - Miglior film
- 2002 - Austin Gay & Lesbian International Film Festival
  - aGLIFF Award a Ferzan Özpetek

## Serie televisiva
Il 13 aprile 2022 è stata pubblicata su Disney+, sempre per la regia di Ferzan Özpetek, la serie televisiva tratta dal film.